# Halalmeta
Halalmeta ist eine osttimoresische Aldeia im Suco Seloi Craic (Verwaltungsamt Aileu, Gemeinde Aileu). 2015 lebten in der Aldeia 331 Menschen.

## Geographie und Einrichtungen
Die Aldeia Halalmeta liegt im Südwesten des Sucos Seloi Craic. Nördlich befindet sich die Aldeia Tabulasi. Im Südosten grenzt Halalmeta an den Suco Hoholau und im Südwesten an die Gemeinde Ermera mit ihrem Suco Lauala (Verwaltungsamt Ermera). Die Grenze zu Ermera bildet der Fluss Gleno. Einer seiner Nebenflüsse folgt der Grenze zu Tabulasi. Die Flüsse gehören zum System des Lóis. Im Osten von Halalmeta liegt das Dorf Halalmeta, das sich in Aimera Hun und Poalete aufteilt. Hier gibt es eine Grundschule, eine Kirche und einen Wassertank.

## Politik
2023 wurde João Marcos zum Chefe de Aldeia gewählt.